# Ronald Reagan Ballistic Missile Defense Test Site
Il Ronald Reagan Ballistic Missile Defense Test Site, comunemente chiamato Reagan Test Site, è un'area per esperimenti missilistici nell'Oceano pacifico. Occupa una superficie di circa 2.000.000 km² (???) e comprende siti di lancio sugli atolli Kwajalein, Wake e Aur. È usato principalmente come luogo per i test di missili statunitensi e per programmi di ricerca spaziale. Il Reagan Test Site è il nome dell'area che si trova sotto il comando dell'US Army Kwajalein Atoll (USAKA).
Il centro di controllo missione e gran parte delle infrastrutture si trovano sull'atollo Kwajalein nelle Isole Marshall. 11 delle isole dell'atollo sono gestite dai militari statunitensi, che hanno stipulato un contratto d'affitto a lungo termine con la Repubblica delle Isole Marshall.
L'equipaggiamento installato nel sito include vari radar, apparati telemetrici stazionari e mobili, apparecchi ottici ed una rete in fibra ottica collegata alla terraferma con cavi sottomarini. Il Reagan Test Site serve anche come stazione di rilevamento per voli spaziali con equipaggio umano e progetti di ricerca della NASA.
Le attività di lancio nel sito includono esperimenti sui missili balistici, esperimenti di intercettazione di missili antibalistici, vettori sonda meteorologici ed uno spazioporto commerciale per SpaceX sull'isola di Omelek.

## Cronologia dei nomi
- Naval Station Kwajalein (fino al 1959)
- Pacific Missile Range Facility, Kwajalein (1959-1964)
- Kwajalein Test Site (1964-1968)
- Kwajalein Missile Range (1968-1986)
- United States Army Kwajalein Atoll (1986-1991)
- Kwajalein Missile Range (1991-1999)
- Ronald Reagan Ballistic Missile Defense Test Site (1999-presente)